# Йордан Парушев
Йордан Парушев е съвременен български художник, живописец.

## Биография
Роден е в Сливен през 1958 година. През 1983 година завършва специалност „Живопис“ във Великотърновския университет „Св. св. Кирил и Методий“ при проф. Станислав Памукчиев. През 1986-87 година прави специализация в Художествената академия „Репин“, Санкт Петербург, Русия. През 2001 година специализира в Париж, Сите Интернасионал дез Артс.
Членува в Съюза на българските художници.
В Сливен е работил като учител в Национална художествена гимназия „Димитър Добрович“. От 2004 г. е преподавател във Великотърновския университет. Доцент по изкуствознание и живопис. Ръководител на катедра „Живопис“.
Йордан Парушев е един от значимите съвременни български художници. Работи предимно в областта на живописта. През 1980-те години, след завършването на художественото си образование, Парушев живописва с маслени бои. Характерни за него са абстрактните композиции, носещи метафизична дълбочина и вглъбеност. Включва се активно в процесите, свързани с търсене на ново визуално мислене, характерни за периода на 80-те. След 2000 година се посвещава на колажа, като успява чрез оригиналната си техника да доближи живописта дотолкова до колажа, че неговата работа в тази област изкуствоведите определят като „живописване с хартия“. Разработената от него техника на колажа се изразява в напластяване на тънки, полупрозрачни хартии без да се ползва допълнителна боя. Творчество на Йордан Парушев ще остане в историята на българското изобразително изкуство с експериментирането с материалите, оригиналната композиция и деликатността на цветните съчетания.
Активен участник в художествения живот, Йордан Парушев има 47 самостоятелни изложби и близо 500 участия в колективни, групови, национални и международни изложби, както и в кураторски проекти. Негови картини са избрани и включвани в представителни изложби на съвременно българско изкуство в страната и чужбина. Художникът е носител на 17 награди, между които е и Голямата награда за литература и изкуство „Добри Чинтулов“ на Община Сливен. Почетен гражданин на град Сливен.
Картини на Йордан Парушев са притежание на: Националната художествена галерия – София, Софийска градска художествена галерия – София, Художествени галерии в Русе, Сливен, Шумен, Плевен, Разград, Смолян, Добрич, Музей за съвременно изкуство – Сеул, Корея, Център за документация на колажа в Сержин – Франция; Колекция на НДК – София; Френски културен институт – София; Международна фондация „Св. св. Кирил и Методий“ – София; Център „Отворено общество“ – Сливен, частни колекции в България, САЩ, Великобритания, Германия, Франция, Турция, Русия, Норвегия, Финландия, Гърция, Беларус, Белгия, Холандия, Словакия, Полша, Люксембург, Португалия.
Йордан Парушев загива при тежка катастрофа по пътя към Велико Търново на 15 декември 2011 г.

## Награди
Йордан Парушев е носител на следните награди:
- 1989 – награда за живопис на Международното биенале на хумора и сатирата в изкуствата, Габрово,
- 1996 – награда на името на Сирак Скитник,
- 2001 – наградата на СБХ на симпозиум „Изкуството на колажа“, Пловдив,
- 2003 – награда на името на Сирак Скитник,[2]
- 2005 – награда на името на Сирак Скитник,
- 2005 – награда за живопис, Национална изложба на художници педагози, Велико Търново,
- 2006 – награда за живопис на Международната фондация „Св. св. Кирил и Методий“ и Юго Вутен, III биенале на малките форми[3]
- 2006 – награда на община Сливен за литература и изкуство „Добри Чинтулов“.[4]